# جيجانتوفيس
الجيجانتوفيس جارستيني (Gigantophis garstini) هو ثعبان عملاق منقرض وصل طوله إلى أكثر من 10 أمتار (33 قدم)، وهو أكبر من كل أنواع الثعابين الموجودة حاليًا، كان يعتبر أكبر ثعبان عاش على الإطلاق حتى تم وصف التيتانوبوا في سنة 2009، عاش الجيجانتوفيس منذ حوالي 39 مليون سنة مضت في مصر، وهو معروف من عدد قليل من الحفريات.